# Bondhusbreen
Bondhusbreen – jęzor norweskiego lodowca Folgefonna. Znajduje się na terenie gminy Kvinnherad. Jęzor rozpoczyna się na wysokości ok. 1400 m n.p.m. i schodzi na ok. 480 m n.p.m. Woda wypływająca z ciągle topniejącego jęzora zasila jezioro Bondhusvatnet.

## Galeria

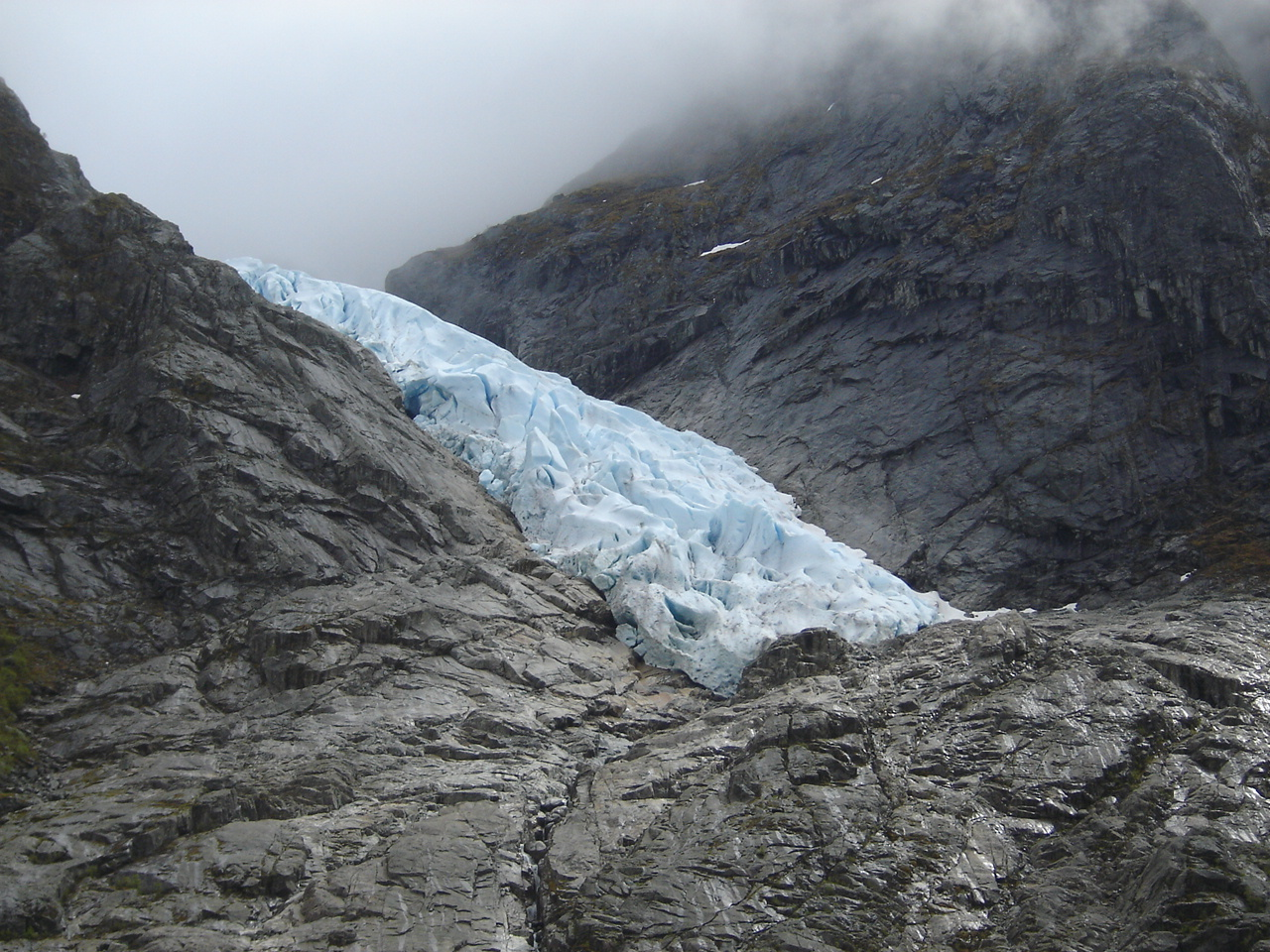
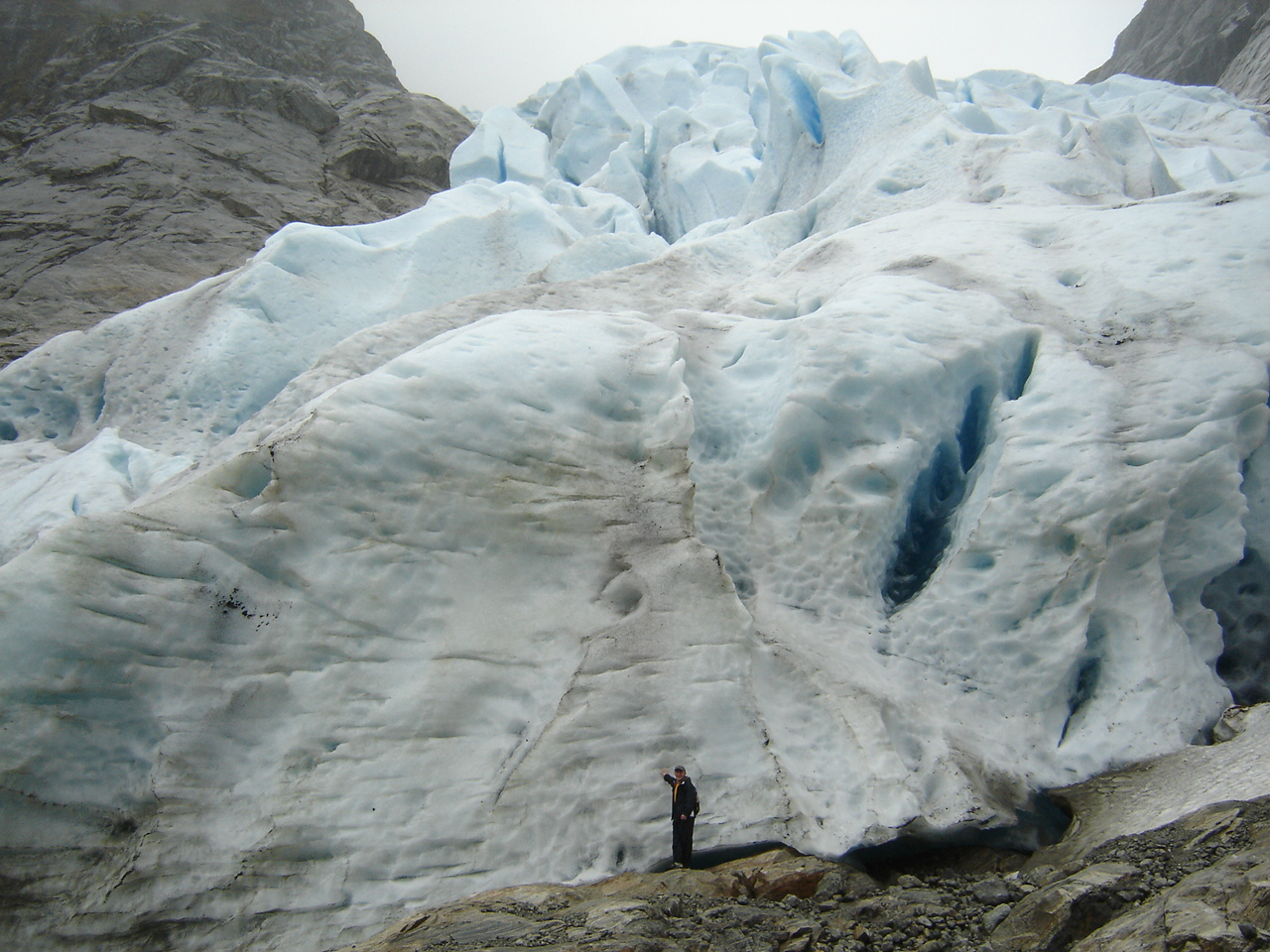
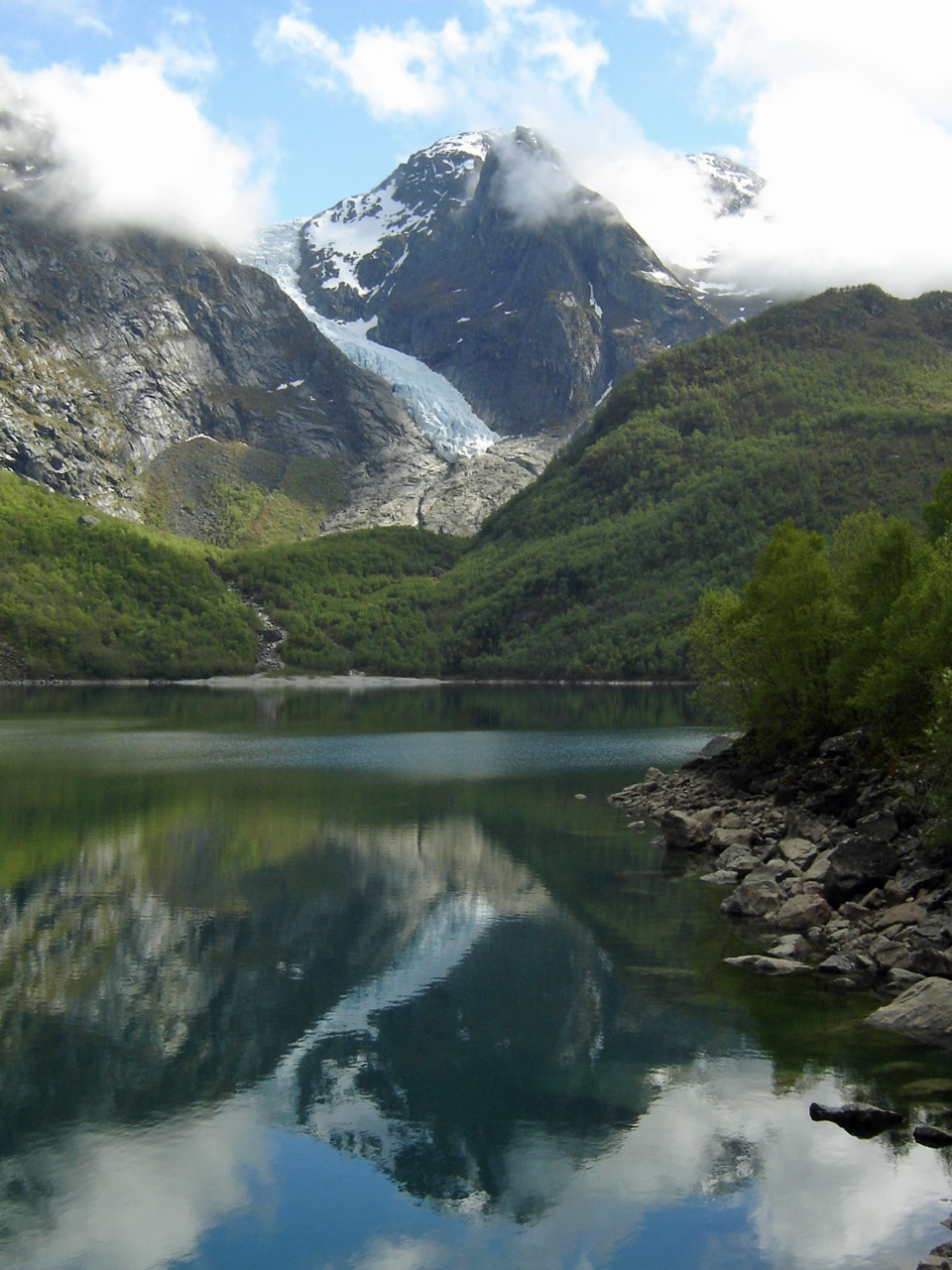
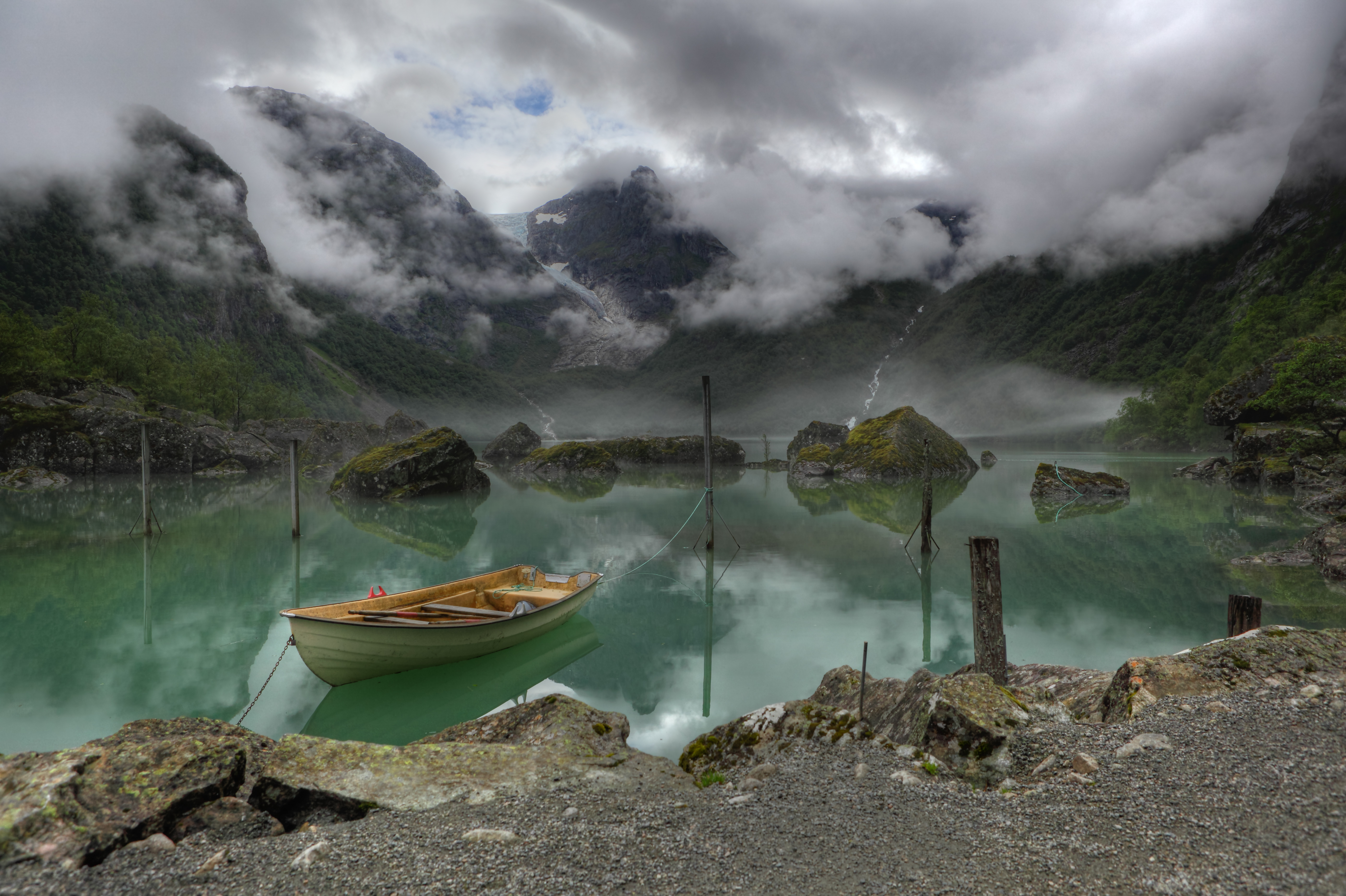